# Instituto de Estudios Políticos de Burdeos
El Instituto de Estudios Políticos de Burdeos, también llamado «Sciences Po Bordeaux», es un centro francés público de enseñanza superior creado en 1948 situado actualmente en el campus universitario de Pessac, a ocho kilómetros del centro de Burdeos y vinculado a la Universidad Montesquieu Burdeos-IV. Es uno de los nueve institutos de estudios políticos de Francia, y forma parte por lo tanto de las grandes escuelas. El ingreso en Sciences Po Bordeaux se produce por la vía de un concurso-oposición selectivo. La reducida oferta de plazas y la gran demanda sitúan el índice de ingresos en el 6% sobre el total de presentados, lo que lo convierte en el instituto de estudios políticos más selectivo de Francia.

## Historia
El centro fue creado por decreto el 4 de mayo de 1948 bajo el nombre de Instituto de estudios políticos de la Universidad de Burdeos, siendo su primer director Maurice Duverger. Obtuvo el estatus de centro público y tomó su nombre actual en aplicación del decreto del 18 de enero de 1969.
El instituto contó entre sus primeros profesores con el historiador y sociólogo Jacques Ellul y la futura ministra, secretaria general del Consejo de Europa y vicepresidenta del Parlamento Europeo Catherine Lalumière. Hasta 1967 estaba situado en la misma ciudad de Burdeos, en el número 4 de la calla del Mariscal Joffre, sede actual del Tribunal de instancia de Burdeos.
Es un centro público de carácter administrativo vinculado a la Universidad Montesquieu Burdeos-IV. Su estatus está fijado por el decreto de 18 de diciembre de 1989. Su director actual es Dominique Darbon.

### Directores
- Maurice Duverger
- Marcel Merle
- 1967-1977 : Albert Mabileau
- 1977-1985 : Claude Emery
- 1985-1998 : Pierre Sadran
- 1998-2007 : Robert Lafore
- Desde 2007 : Vincent Hoffmann-Martinot

## Estudios
Los estudios, que duraban tres años hasta 2002, han sido extendidos a cinco años siguiendo el modelo europeo «LMD». El año 2005 marcó la última fase de la reforma: el segundo año se convirtió en un año obligatorio de movilidad en Francia o en el extranjero.
Sciences Po Bordeaux ha constituido las «Filiales integradas» o «Filiales internacionales», donde los estudiantes desarrollan sus estudios en el IEP de Burdeos y en la universidad extranjera de su elección. Esta modalidad permite la obtención de un doble diploma, el de Sciences Po Bordeaux y el del centro convenido. Hay cinco destinos disponibles: Cardiff, Coímbra, Madrid, Stuttgart y Turín. Asimismo, el acuerdo IEDG permite la obtención de la Magistratura rusa de la Universidad Rusa de la Amistad de los Pueblos de Moscú.

### Admisión
Los estudiantes son admitidos por medio de un concurso, que no requiere de preparación especial con los niveles de Bac + 0, Bac + 1 y Bac + 3. Las pruebas son tres:
- Para la admisión en primer año con un nivel Bac + 0:
  - Una composición sobre un tema de actualidad.
  - Una prueba de historia y geografía.
  - Una prueba de lengua viva.

- Para la admisión en primer año con un nivel Bac + 1:
  - Una disertación de cultura general sobre un tema de actualidad.
  - Una prueba de especialidad a elegir entre: derecho constitucional e instituciones políticas, economía, geografía, historia, matemáticas y estadística.
  - Una prueba de lengua viva.

- Para la admisión en tercer año con un nivel Bac + 3:
  - Una disertación sobre un tema de actualidad.
  - Una prueba de lengua viva.
  - Una prueba de especialidad a elegir entre: derecho privado, derecho público, economía, etnología, geografía, gestión, historia, civilización extranjera, sociología.

El acceso a las Filiales Internacionales es posible con un nivel Bac + 0 y Bac + 1 bajo selección.

## Relaciones internacionales
Además de en las citadas filiales internacionales, la dimensión internacional del Instituto queda reflejada en la potencia de los programas de intercambio en los que participa, principalmente el Programa Erasmus. La mayor parte de los alumnos de 2º curso, obligados todos ellos a cursarlo en otra universidad, lo hacen mediante la participación en este programa.
Además, y como consecuencia del 'vaciado' de alumnos propios por la obligatoriedad de la salida a otra universidad, el IEP de Burdeos recibe un considerable número de estudiantes extranjeros participantes en programas de movilidad o a título particular, aproximadamente 150 cada año. Estos estudiantes tienen acceso, tras una prueba de selección, a un programa formativo especial conducente a la obtención del Certificado de Estudios Políticos (CEP), que combina las clases magistrales con el aprendizaje de la metodología propia y característica de los institutos de estudios políticos.